# Рубеж (Городнянский район)
Рубеж (укр. Рубіж) — посёлок, Лемешовский сельский совет, Городнянский район, Черниговская область, Украина.
Код КОАТУУ — 7421485603. Население по переписи 2001 года составляло 24 человека.

## Географическое положение
Посёлок Рубеж находится на левом берегу реки Верпч, выше по течению примыкает село Мальча, ниже по течению на расстоянии в 2 км расположено село Зоряное.